# Авеню (поп-дует)
Вижте пояснителната страница за други значения на Авеню.
„Авеню“ е български мъжки поп дует, създаден в София през 1989 г. Представен е от Боби (Борислав) Иванчев (р. 9 август 1966) – вокал и автор на музиката, и Заки (Велизар) Соколов (р. 11 март 1967) – вокал и автор на текстовете. „Авеню“ е първата попаднала дума пред очите на Заки и Боби, ненуждаеща се от превод. Най-големият им хит е песента „Бягство“. През 2009 година, по случай двадесетгодишнината си, дуетът издава музикална антология. Тя включва вече познатите песни в нови аранжименти, както и напълно новата песен „Завръщане“.

## Дебютен албум
Предхожда се от клип на пилотния сингъл „Живели ли сме някога преди“ през 1994 г. С пускането в продажба на албума „Въпроси“ през 1995 г. е представен клипът към втория сингъл в него – баладата „Бягство“. Песента влиза в радиокласациите и остава в тройката на най-добрите хитове в България за 1995 г. Клипът се задържа в телевизионните класации и през 1996 г. общо 56 седмици.

## Мюзикъл „Бягство“
През 2017 г. се поставя спектакъл по музиката на дуета, с либрето на Левена Филчева, на сцената на Музикалния и балетен център. В програмата на музикалния фестивал за опера и балет в Стара Загора присъства представянето на мюзикъла на 29 ноември, 2017 от Държавен музикален театър Стефан Македонски

## Дискография

### Студийни албуми
- „Въпроси“ (1995, преиздаден през 1996 г.);
- „Лабиринт“ (1997), студио „Бел Епок“;
- „Авеню“ (2002);
- „Безвремие“ (2018).

### Компилации
- „Ремикси“ (1999);
- „Антология“ – двоен албум (2009).

### Сингли
- „Живели ли сме някога преди“ (1994 г.);
- „Бягство“ (1995 г.).

## Награди
- „Лабиринт“ – албум на годината от класацията „7+7“ на БНР, 1997.[4]